# استفاده از کابرال
استفاده از کابرال (انگلیسی: Rely Cabral؛ زادهٔ ۶ مهٔ ۱۹۹۷) بازیکن فوتبال است.
وی همچنین در تیم ملی فوتبال دماغه سبز بازی کرده‌است.